# Bunuri mobile din domeniul arheologie clasate în patrimoniul cultural național al României aflate în județul Sălaj
Acestă listă conține bunurile mobile din domeniul arheologie clasate în Patrimoniul cultural național al României aflate la momentul clasării în județul Sălaj.

## Tezaur
| Foto | Informații generale               | Detalii tehnice | Descriere | Deținător                                 | Legături |
| ---- | --------------------------------- | --- | --- | ----------------------------------------- | -------- |
|      | Inel                              | Datare: sec. X Descoperit: jud. SĂLAJ, ZALĂU, Valea Răchișorii/Palvar Material: inel din argint/realizat prin turnare și filigranare | Inelul este realizat dintr-o bandă lată de argint de care a fost atașat un caboșon de formă rectangulară, decorat cu granule și filigran din argint (spirale și meandre). În caboșon a fost fixat un fragment dintr-o brățară de sticlă de culoare albastră | Muzeul Județean de Istorie și Artă, Zalău | Cimec    |
|      | Cercel                            | Datare: sec. X Descoperit: jud. SĂLAJ, ZALĂU, Valea Răchișorii/Palvar Material: cercel din bronz/realizat prin turnare cu decor emailat | Cercel de formă semilunară confecționat din bronz. Semiluna este decorată cu elemente vegetale realizate în relief. Elementele vegetale au fost acoperite cu email verde-albastrui ale cărui urme se mai păstrează foarte vag. Toarta de prindere a cercelului nu s-a păstrat | Muzeul Județean de Istorie și Artă, Zalău | Cimec    |
|      | Inel de buclă                     | Datare: sec. X Descoperit: jud. SĂLAJ, ZALĂU, Valea Răchișorii/Palvar Material: inel de buclă din argint/realizat prin turnare și batere | Inel de buclă din sârmă de argint (circular în secțiune) cu capătul în formă de S | Muzeul Județean de Istorie și Artă, Zalău | Cimec    |
|      | Brățară                           | Datare: sec. X Descoperit: jud. SĂLAJ, ZALĂU, Valea Răchișorii/Palvar Material: brățară din broz/realizată prin turnare | brățară din sârmă de bronz (circulară în secțiune) cu capetele îngroșate sub forma unor mici bulbi | Muzeul Județean de Istorie și Artă, Zalău | Cimec    |
|      | Aplică de tolbă                   | Datare: sec. X-XI Descoperit: jud. SĂLAJ, com. MESEȘENII DE JOS, AGHIREȘ, Sub pășune Dimensiuni: lungime nit prindere 0, 5 cm Material: aplică de tolbă din argint/realizată prin turnare                                                                         | aplică de tolbă din argint de formă circulară decorată cu mici "boabe de strugure" aplicate/dispuse circular pe suprafața acesteia | Muzeul Județean de Istorie și Artă, Zalău | Cimec    |
|      | Cercel                            | Datare: sec. VIII Descoperit: jud. SĂLAJ, com. NUȘFALĂU, NUȘFALĂU, Corlate Material: cercel din bronz/realizat prin turnare | Cercel din bronz de formă semilunară cu pandantiv stelat (cu 5 raze) realizat prin turnare. Semiluna este decorată cu motive geometrice (tringhiuri) realizate în relief. Toarta cercelului nu s-a păstrat | Muzeul Județean de Istorie și Artă, Zalău | Cimec    |
|      | Limbă de curea                    | Descoperit: jud. SĂLAJ, com. NUȘFALĂU, NUȘFALĂU, Corlate Material: limbă secundară de curea din bronz/realizată prin turnare | Limbă secundară de curea confecționată din bronz prin turnare în tipar. Este decorată cu motive vegetale (volute) realizate în relief | Muzeul Județean de Istorie și Artă, Zalău | Cimec    |
|      | Limbă de curea                    | Datare: sec. VIII Descoperit: jud. SĂLAJ, com. NUȘFALĂU, NUȘFALĂU, Corlate Material: limbă secundară de curea din bronz/realizată prin turnare | Limbă secundară de curea confecționată din bronz prin turnare în tipar. Este decorată cu motive vegetale (volute) realizate în relief | Muzeul Județean de Istorie și Artă, Zalău | Cimec    |
|      | Brățară cu capetele petrecute     | Datare: sec. I a.Chr. Descoperit: jud. SĂLAJ, ȘIMLEU SILVANIEI, Cehei Dimensiuni: D la decor: 8 mm Material: argint; turnare; batere; îndoire; incizare; punctare                                                                                                 | Brățară din bară rotundă, masivă de argint, cu capetele încălecate. Capetele brățării se încalecă pe o lungime de 12,6 cm; capetele sunt ușor aplatizate și ornamentate cu incizii în forma unei crenguțe de brad stilizate. Zona astfel ornamentată este încadrată de linii incizate, care sugerează câte un patrulater cu două diagonale. Stare bună de conservare. Brățara nu se prezintă sub forma unui cerc perfect rotund, este deformată între centimetrul 14 și 20. | Muzeul Județean de Istorie și Artă, Zalău | Cimec    |
|      | Brățară cu capetele petrecute     | Datare: sec. I a.Chr. Descoperit: jud. SĂLAJ, ȘIMLEU SILVANIEI, Cehei Material: argint; turnare; batere; îndoire; incizare; punctare | Brățară din bară rotundă, masivă de argint, cu capetele încălecate. Capetele brățării se încalecă pe o lumgime de 7,8 cm; ele sunt ușor aplatizate și ornamentate cu incizii în forma unei crenguțe de brad stilizate, la extremitățile zonelor ornamentate se află câte un punct adâncit. Stare bună de conservare. La unul din capete decorul măsoară 6,1 cm, iar celălalt măsoară 6,2 cm. Decorul care măsoară 6,1 cm în lungime în partea dinspre brățară este foarte fin stilizat. | Muzeul Județean de Istorie și Artă, Zalău | Cimec    |
|      | Brățară cu capetele petrecute     | Datare: sec. I a.Chr. Descoperit: jud. SĂLAJ, ȘIMLEU SILVANIEI, Cehei Dimensiuni: D la decor: 7 mm Material: argint; turnare; batere; îndoire; incizare; punctare                                                                                                 | Brățară, din bară rotundă, masivă de argint, cu capetele încălecate. Capetele brățării se încalecă pe o lungime de 11,70 cm; capetele sunt ușor aplatizate, modelate și incizate astfel încât să sugereze câte un cap de șarpe. Stare bună de conservare. Piesa nu se prezintă sub forma unui cerc perfect pentru că este deformată între centimetrul 12 și 15 și între centimetrul 19 și 23. Unul din decorurile cu cap de șarpe situat la capătul brățării nu se păstrează în totalitate, astfel: lipsește decorul sub formă de solz în proporție de 80% - numărul patru de pe primul rând, iar solzii care închid rândurile de decor sunt foarte puțin vizibili. Tot în cazul acestui decor rândurile de solzi nu sunt paralele, până la rândul al cincilea de solzi, cum sunt cele de la celălalt decor care se păstrează mai bine. Celălalt decor cu cap de șarpe se păstrează mult mai bine decât primul, excepție fac solzii care închid rândurile dinspre brățară care sunt mai puțin vizibili decât ceilalți. | Muzeul Județean de Istorie și Artă, Zalău | Cimec    |
|      | Fibulă cu noduri                  | Datare: sec. I a.Chr. Descoperit: jud. SĂLAJ, ȘIMLEU SILVANIEI, Cehei Dimensiuni: G ac cu resort: 5,07 g; L ac: 64 mm; D decor mare: 15,3 mm; D decor mic din zona resortului: 11 mm; D decor mic: 11,5 mm; D ac: 6 mm Material: argint; turnare; batere; îndoire | Fibulă cu trei noduri, ruptă în zona resortului. Gâtul fibulei, deci spațiul dintre resort și primul nod, este simplu, rotund, deloc aplatizat, spre deosebire de majoritatea fibulelor cu noduri. Este posibil ca resortul să nu aparțină fibulei. Stare bună de conservare. Fibula este ruptă în zona resortului. La 3,80 cm de zona în care acul se închidea, pe corpul fără decor al fibulei, se observă litera V stilizată (0,15 cm înălțime și 0,15 cm lățime). Acul detașat este în stare bună de conservare. Arcul prezintă 18 spire. | Muzeul Județean de Istorie și Artă, Zalău | Cimec    |
|      | Lanț-colier cu zale în formă de 8 | Datare: sec. I a.Chr. Descoperit: jud. SĂLAJ, ȘIMLEU SILVANIEI, Cehei Dimensiuni: L za: 22 mm; D za: 2 mm Material: argint; turnare; batere; îndoire; lipire | Lanț ornamental, compus din 57 zale, din care 56 sunt de mari dimensiuni în forma cifrei 8 și o zală considerată de legătură, care este de mici dimensiuni. Stare bună de conservare. Piesa prezintă o depunere de adeziv la ambele extremități la zaua numărul 1, cât și lipsa a jumătate dintr-un braț. Pe toată suprafața lanțului se observă zone situate la extremitățile zalelor cu zgârieturi și desprinderi de material, apărute probabil în timpul procesului de producere. Pe suprafața zalelor se observă mici zgârieturi apărute probabil în timpul perioadei de utilizare sau în urma perioadei în care a fost în sol și la descoperire. | Muzeul Județean de Istorie și Artă, Zalău | Cimec    |
|      | Casă (?)                          | Descoperit: jud. Sălaj, com. Marca, Șumal, Kun Hegy Material: piesă confecționată din lut ars | Piesa este confecționată din pastă fină de culoare cafenie, are forma unui arc de cerc răsfrânt, sprijinit pe piciorușe păstrate fragmentar. În partea superioară prezintă o perforație precum și două protuberanțe. | Muzeul Județean de Istorie și Artă, Zalău | Cimec    |
|      | Vas conic                         | Descoperit: jud. Sălaj, com. Marca, Șumal, Corău Material: vas confecționat din lut ars | Vas conic de mici dimensiuni, buza marcată de un șir de perforații, pasta fină de culoare galben-cărămizie, amestec de nisip fin. | Muzeul Județean de Istorie și Artă, Zalău | Cimec    |
|      | Piesă de cult                     | Descoperit: jud. Sălaj, com. Marca, Porț, Corău Material: piesă confecționată din lut ars | Fallus de formă cilindrică din pastă semifină, amestec cu nisip fin, culoare roșie-cărămizie, decor realizat prin incizie și impresiune. | Muzeul Județean de Istorie și Artă, Zalău | Cimec    |
|      | Statuetă antropomorfă             | Descoperit: jud. Sălaj, com. Pericei, Pericei, Keller tag Material: piesă confecționată din lut ars | Statuetă antropomorfă feminină de formă cilindrică, se îngustează mult în partea superioară. Fața este redată sumar, părul lăsat pe spate. La gât sunt figurate șiraguri de mărgele, partea inferioară decorată prin incizie și impresiune. Pastă semifină, amestec cu nisip cu bob mare, culoare cărămizie. | Muzeul Județean de Istorie și Artă, Zalău | Cimec    |
|      | Vas antropomorf                   | Descoperit: jud. Sălaj, com. Ip, Zăuan, Dâmbul Cimitirului Material: piesă confecționată din lut ars | Vas antropomorf cu două guri, corp bitronconic, picior inelar. De la baza gurii pornesc spre stânga două benzi aplicate iar spre dreapta o bandă. Cele trei benzi se opresc în zona de maximă circumferință a vasului. Pasta semifină, culoare cenușie cu flecuri cărămizii, amestec cu nisip. | Muzeul Județean de Istorie și Artă, Zalău | Cimec    |
|      | Pintaderă                         | Descoperit: jud. Sălaj, com. Ip, Zăuan, Dâmbul Cimitirului Material: piesă confecționată din lut ars | Piesa are forma unui picior uman fiind redate degetele și glezna. Motivul ștampilei zig-zag, pastă fină de culoare cafenie, amestec cu nisip fin. | Muzeul Județean de Istorie și Artă, Zalău | Cimec    |
|      | Statuetă antropomorfă             | Descoperit: jud. Sălaj, com. Ip, Zăuan, Dâmbul Cimitirului Material: piesă confecționată din lut ars | Idol prismatic confecționat din pastă semifină de culoare cafenie, amestec cu nisip și pleavă, urme de lustru. Reprezentare foarte stilizată, părul este redat prin câteva incizii ondulate. În partea superioară a fost executată o perforație marcată de două incizii reprezentând probabil elementele anatomice ale feței. În partea inferioară prezintă un triunghi incizat. | Muzeul Județean de Istorie și Artă, Zalău | Cimec    |
|      | Pandantiv                         | Descoperit: jud. Sălaj, com. Marca, Porț, Corău Material: piesă confecționată din lut ars | Piesa se prezintă sub forma unui inel circular prevăzut în partea superioară cu o protuberanță în formă de cupă. Pastă grosieră de culoare brun roșcat, amestec cu nisip și mică. | Muzeul Județean de Istorie și Artă, Zalău | Cimec    |

## Fond
| Foto | Informații generale   | Detalii tehnice | Descriere | Deținător                                 | Legături |
| ---- | --------------------- | --- | --- | ----------------------------------------- | -------- |
|      | Topor-teslă           | Datare: sec. VIII-IX Descoperit: jud. SĂLAJ, com. MARCA, PORȚ, La baraj Dimensiuni: diametru gaură înmănușare 3, 6 cm Material: Teslă din fier, realizată în atelier de fierar (forjare)                                                  | teslă plată cu formă alungită uțor arcuită, prevăzut cu gaură de înmănușare circulară | Muzeul Județean de Istorie și Artă, Zalău | Cimec    |
|      | Topor de luptă        | Datare: sec. VII-VIII Descoperit: jud. SĂLAJ, com. AGRIJ, AGRIJ, valea Agrijului Dimensiuni: diametru gaură de înmănușare 4 cm Material: Topor de luptă din fier, realizat în atelier de fierar (forjare)                                 | topor de luptă cu lama îngustă, prevăzut cu aripioare în zona găurii de înmănușare | Muzeul Județean de Istorie și Artă, Zalău | Cimec    |
|      | Topor de luptă        | Datare: sec. X-XI Descoperit: jud. SĂLAJ, STÂNA, necunoscut Dimensiuni: diametru gaură de înmănușare 3, 5 cm Material: Topor de luptă din fier, realizat în atelier de fierar (forjare)                                                   | topor de luptă cu lama lată (tip bardă), prevăzut cu aripioare în zona găurii de înmănușare | Muzeul Județean de Istorie și Artă, Zalău | Cimec    |
|      | Ciocan                | Datare: sec. VIII-IX Descoperit: jud. SĂLAJ, com. MARCA, PORȚ, La baraj Dimensiuni: diametru gaură de înmănușare 1 5 cm Material: Ciocan din fier, realizat în atelier de fierar (forjare)                                                | ciocan plat cu formă alungită (romboidală), prevăzut cu gaură de înmănușare rectangulară | Muzeul Județean de Istorie și Artă, Zalău | Cimec    |
|      | Găleată               | Datare: sec. VIII-IX Descoperit: jud. SĂLAJ, com. MARCA, PORȚ, La baraj Dimensiuni: lățime agățători de prindere 7, 3 cm; lungime agățători de prindere 17 cm Material: Toartă (de la o găleată) realizată în atelier de fierar (forjare) | Toartă de găleată semicirculară, de formă rectangulară în secțiune. Cele două capete sunt arcuite în sus. De cele două capete sunt prinse cele 2 agățători. Agățătorile au forma unor frunze, cu vârful ascuțit orientat în jos și verigile pt agățarea torții în partea superioară | Muzeul Județean de Istorie și Artă, Zalău | Cimec    |
|      | Găleată               | Datare: sec. VIII-IX Descoperit: jud. SĂLAJ, com. MARCA, PORȚ, La baraj Material: Cerc (de la o găleată) realizată în atelier de fierar (forjare)                                                                                         | partea dreaptă a văii Barcăului | Muzeul Județean de Istorie și Artă, Zalău | Cimec    |
|      | Găleată               | Datare: sec. VIII-IX Descoperit: jud. SĂLAJ, com. MARCA, PORȚ, La baraj Material: Cerc (de la o găleată) realizată în atelier de fierar (forjare)                                                                                         | partea dreaptă a văii Barcăului | Muzeul Județean de Istorie și Artă, Zalău | Cimec    |
|      | Mărgea                | Datare: sec. VI Descoperit: jud. SĂLAJ, com. BOCȘA, BOCȘA, Dealul Bancului Material: sticlă/topire, modelare, aplicare | mărgea din pastă de sticlă (culoare neagră) de formă bitronconică alungită decorată cu linii (spirale și meandre) din pastă de sticlă albă | Muzeul Județean de Istorie și Artă, Zalău | Cimec    |
|      | Oală                  | Datare: sec. VI Descoperit: jud. SĂLAJ, com. BOCȘA, BOCȘA, Dealul Bancului Material: Oală lucrată la roata înceată dintr-un lut degresat cu nisip, pietricele și paiete de mică                                                           | Oală fără toarte modelată la roata înceată dintr-o pastă degresată cu nisip, pietricele mici și paiete de mică. Culoare: brun-cărămizie cu pete negricioase. Oala este decorată prin incizare (în lutul moale înainte de ardere) cu o bandă de linii în val (plasată pe buza vasului), o bandă de linii în val, o bandă de linii drepte, șiruri de incizii oblice și orizontale (toate pe umărul vasului). | Muzeul Județean de Istorie și Artă, Zalău | Cimec    |
|      | Oală                  | Datare: sec. VII-VIII Descoperit: jud. SĂLAJ, com. MIRȘID, POPENI, Pe pogor Material: Oală lucrată la roata înceată dintr-un lut degresat cu nisip, pietricele și paiete de mică                                                          | Oală fără toarte modelată la roata înceată dintr-o pastă degresată cu nisip, pietricele mici și paiete de mică. Culoare: brun-cărămizie cu pete negricioase. Oala este decorată prin incizare (în lutul moale înainte de ardere) cu 2 benzi de linii drepte (trasate paralel și orizontal) care încadrează o bandă de linii în val (trasată orizontal). Ornamentele sunt dispuse în jumătatea superioară a vasului. | Muzeul Județean de Istorie și Artă, Zalău | Cimec    |
|      | Oală                  | Datare: sec.VII-VIII Descoperit: jud. SĂLAJ, ZALĂU, Bul. M. Viteazul, nr. 104-106 Material: Oală lucrată la roata înceată dintr-un lut degresat cu nisip, pietricele și paiete de mică                                                    | Oală fără toarte modelată la roata înceată dintr-o pastă degresată cu nisip, pietricele mici și paiete de mică. Culoare: cărămiziu-roșcat cu pete cenușii. Oala este decorată prin incizare (în lutul moale înainte de ardere) cu o linie simplă (trasată continuu, în spirală) dispusă în partea superioară a vasului. | Muzeul Județean de Istorie și Artă, Zalău | Cimec    |
|      | Oală                  | Datare: sec. VII-VIII Descoperit: jud. SĂLAJ, ZALĂU, Bul. M. Viteazul, nr. 104-106 Material: Oală fără toarte lucrată la roata înceată dintr-un lut degresat cu nisip, pietricele mici și paiete de mică.                                 | Oală fără toarte modelată la roata înceată dintr-o pastă degresată cu nisip, pietricele mici și paiete de mică. Culoare: roșcat-cărămiziu cu pete negricioase. Vasul este decorat prin incizare în lutul moale înainte de ardere cu linii drepte simple asociate cu benzi de linii în val trasate foarte fin. | Muzeul Județean de Istorie și Artă, Zalău | Cimec    |
|      | Pahar                 | Datare: sec. VI-VII Descoperit: jud. SĂLAJ, com. HERECLEAN, PANIC, Baza DROMET SA Material: Pahar lucrat cu mâna dintr-un lut degresat cu nisip, pietricele mari și paiete de mică.                                                       | Pahar modelat cu mâna dintr-o pastă degresată cu nisip, pietricele mari și paiete de mică. Culoare: roșcat-cărămiziu cu pete negricioase. Paharul nu este decorat. A fost utilizat ca urnă funerară. | Muzeul Județean de Istorie și Artă, Zalău | Cimec    |
|      | Oală                  | Datare: sec. VIII-IX Descoperit: jud. SĂLAJ, com. MESEȘENII DE JOS, AGHIREȘ, Sub pășune Material: Oală fără toarte lucrată la roata rapidă dintr-un lut degresat cu nisip, pietricele mici și paiete de mică.                             | Oală fără toarte modelată la roata rapidă dintr-o pastă degresată cu nisip, pietricele mici și paiete de mică. Culoare: gălbui-cărămiziu cu pete negricioase. Vasul este decorat prin incizare în lutul moale înainte de ardere cu benzi paralele de linii în val trasate orizontal. | Muzeul Județean de Istorie și Artă, Zalău | Cimec    |
|      | Vas cu gât canelat    | Datare: sec. X-XI Descoperit: jud. SĂLAJ, com. MESEȘENII DE JOS, AGHIREȘ, Sub pășune Material: Vas cu gât canelat lucrat la roata înceată dintr-un lut degresat cu nisip, pietricele mici și paiete de mică.                              | Vas cu gât canelat modelat la roata înceată dintr-o pastă degresată cu nisip, pietricele mici și paiete de mică. Culoare: brun-cărămiziu cu pete negricioase. Vasul este decorat prin incizare în lutul moale înainte de ardere cu linii în val simple trasate orizontal și paralel. | Muzeul Județean de Istorie și Artă, Zalău | Cimec    |
|      | Oală                  | Datare: sec. X-XI Descoperit: jud. SĂLAJ, com. IP, COSNICIU DE JOS, Ciuntă Material: Oală fără toarte lucrată la roata înceată dintr-un lut degresat cu nisip, pietricele mici și paiete de mică.                                         | Oală fără toarte modelată la roata înceată dintr-o pastă degresată cu nisip, pietricele mici și paiete de mică. Culoare: cenușiu-cărămiziu cu pete negricioase. Vasul este decorat prin incizare în lutul moale înainte de ardere cu șiruri paralele de incizii scurte trasate oblic asociate cu linii drepte simple paralele trasate orizontal. | Muzeul Județean de Istorie și Artă, Zalău | Cimec    |
|      | Oală                  | Datare: sec. X-XI Descoperit: jud. SĂLAJ, ȘIMLEU SILVANIEI, Str. A. Mureșanu, nr. 11 Material: Oală fără toarte lucrată la roata înceată dintr-un lut degresat cu nisip, pietricele mici și paiete de mică.                               | Oală fără toarte modelată la roata înceată dintr-o pastă degresată cu nisip, pietricele mici și paiete de mică. Culoare: brun-cărămiziu cu pete negricioase. Vasul este decorat prin incizare în lutul moale înainte de ardere cu linii în val simple trasate dezordonat, unele peste altele. | Muzeul Județean de Istorie și Artă, Zalău | Cimec    |
|      | Amnar                 | Datare: sec. XIII-XIV Descoperit: jud. SĂLAJ, com. MESEȘENII DE JOS, AGHIREȘ, Sub pășune Material: amnar din fier de formă oval-alungită realizat prin forjare în atelier de fierar                                                       | amnar din fier de formă oval-alungită | Muzeul Județean de Istorie și Artă, Zalău | Cimec    |
|      | Cataramă de centură   | Datare: sec. XIII-XIV Descoperit: jud. SĂLAJ, com. MESEȘENII DE JOS, AGHIREȘ, Sub pășune Dimensiuni: lungime spin/ac cataramă 6, 8 cm Material: cataramă confecționată din fier prin forjare în atelier de fierar                         | cataramă din fier de formă rectangulară realizată prin forjare în atelier de fierar | Muzeul Județean de Istorie și Artă, Zalău | Cimec    |
|      | Săgeată               | Datare: sec. X-XI Descoperit: jud. SĂLAJ, com. MESEȘENII DE JOS, AGHIREȘ, Sub pășune Dimensiuni: lungime peduncul 5 cm Material: săgeată din fier realizată prin forjare în atelier de fierar                                             | săgeată din fier (cu peduncul) de formă triunghiulară, îngustă și alungită | Muzeul Județean de Istorie și Artă, Zalău | Cimec    |
|      | Figurină antropomorfă | Descoperit: jud. SĂLAJ, com. MARCA, PORȚ, Corău Material: pastă semifină, ardere oxidantă, modelare cu mâna | Piesa a fost confecționată din pastă semifină, ardere oxidantă. Fața triunghiulară are marcați ochii cu arcade proeminente și nasul alungit. Brațe scurte, două mici proeminențe indică sânii iar în parte inferioară o protuberanță reda probabil un falus. Piesa pare să fi fost lipită de ceva, baza prezentând urme de ruptură | Muzeul Județean de Istorie și Artă, Zalău | Cimec    |
|      | Statuetă zoomorfă     | Descoperit: jud. SĂLAJ, com. IP, ZĂUAN, Dâmbul Cimitirului Material: modelare cu mâna din pasta degresată cu nisip fin | Figurina reprezintă un mistreț având redate toate elementele anatomice. Pastă fină de culoare cafenie, amestec cu nisip fin | Muzeul Județean de Istorie și Artă, Zalău | Cimec    |
|      | Statuetă antropomorfă | Descoperit: jud. SĂLAJ, com. IP, ZĂUAN, Dâmbul Cimitirului Material: modelata cu mâna, lut ars cu amestec de nisip | Statuetă de tip cilindric cu steatopigie, ochii marcați prin două linii, nas reliefat, sâni mici, picioare cilindrice care se termină cu tălpi, având marcate degele prin incizii. Pastă semifină cu amestec de nisip, ardere neuniformă culoare cărămizie cu flecuri cenușii. | Muzeul Județean de Istorie și Artă, Zalău | Cimec    |
|      | Greutate              | Descoperit: jud. SĂLAJ, com. IP, ZĂUAN, Dâmbul Cimitirului Material: modelare cu mâna, pasta degresata cu pleavă, ardere oxidantă | Formă prismatică, pastă grosieră cu amestec organic, culoare brun-cărămizie, fețele laterale prezintă incizii late verticale iar frontal sunt redate motive care redau stilizat o siluetă umană. Partea superioară și cele laterale prezintă orificii. | Muzeul Județean de Istorie și Artă, Zalău | Cimec    |
|      | Mască                 | Descoperit: jud. SĂLAJ, com. IP, ZĂUAN, Dâmbul Cimitirului Material: piesa modelata cu mâna din pasta grosieră degresata cu nisip și pleavă                                                                                               | Piesă confecționată din pastă grosieră cu amestec de nisip și pleavă, culoare brun/roșcată. La exterior prezintă trei perforații care indică ochii și gura, la interior se pot observa urme de nuiele, semn că piesa a fost lipită de ceva. | Muzeul Județean de Istorie și Artă, Zalău | Cimec    |
|      | Model miniatural      | Descoperit: jud. SĂLAJ, com. MARCA, PORȚ, Corău Material: modelare cu mâna din lut ars de culoare cărămizie | Piesa este confecționată din lut degresat cu nisip și mâl, culoare cărămizie, are aspectul unui inel prevăzut cu o cupă adâncită în partea superioară. Până în prezent nu este cunoscută funcționalitatea acestui tip de piesă, în literatura de specialitate fiind propuse funcționalități ca pandantive, statuete on violon, precursur în lut al pandantivelor din aur eneolitice, vas suport. | Muzeul Județean de Istorie și Artă, Zalău | Cimec    |
|      | Model miniatural      | Descoperit: jud. SĂLAJ, com. MARCA, PORȚ, Corău Material: lut ars, modelare cu mâna din pastă semifină degresată cu nisip | Piesă confecționată din lut ars de culoare cărămizie cu flecuri cenușiu deschis, pastă degresată cu nisip. Are aspectul unui inel prevăzut în partea superioară cu o mică cupă ușor adâncită. Până în prezent nu este cunoscută funcționalitatea acestui tip de piesă, în literatura de specialitate fiind propuse funcționalități ca pandantive, statuete on violon, precursur în lut al pandantivelor din aur eneolitice, vas suport. | Muzeul Județean de Istorie și Artă, Zalău | Cimec    |
|      | Model miniatural      | Descoperit: jud. SĂLAJ, com. MARCA, PORȚ, Corău Material: modelare cu mâna din lut degresat cu nisip | Piesa are aspectul unui inel prevăzut în partea superioară cu un pastilă ușor adâncită spre centru. Este confecționată din pastă semifină degresată cu nisip.Până în prezent nu este cunoscută funcționalitatea acestui tip de piesă, în literatura de specialitate fiind propuse funcționalități ca pandantive, statuete on violon, precursur în lut al pandantivelor din aur eneolitice, vas suport. | Muzeul Județean de Istorie și Artă, Zalău | Cimec    |
|      | Model miniatural      | Descoperit: jud. SĂLAJ, com. MARCA, PORȚ, Corău Material: modelare cu mâna din lut degresat cu nisip și mâl | Confecționat din pastă de culoare cenușiu deschis-cărămiziu, degresată cu nisip și mâl. Aspectul unui inel cu o mică cupă în partae superioară ușor deformată.Până în prezent nu este cunoscută funcționalitatea acestui tip de piesă, în literatura de specialitate fiind propuse funcționalități ca pandantive, precursur în lut al pandantivelor din aur eneolitice, vas suport. | Muzeul Județean de Istorie și Artă, Zalău | Cimec    |
|      | Figurină antropomorfă | Descoperit: jud. SĂLAJ, com. MARCA, PORȚ, Corău Material: modelare din lut | Stauetă modelată cu mâna din lut, arsă oxidant, reprezintă o femeie. Formă conică, cap extrem de mic în raport cu corpul, elementele fizice ale feței, ochii și gura sunt redate prin impresiune, nasul de formă triunghiulară. La gât poartă 4 șiraguri de mărgele sau poate o broboadă cu franjuri. Pe spate prin incizie este redată probabil coafura. Sânii căzuți din vechime, se poate observa vag doar zona unde au fost amplasați Partea inferioară a statuetei prezinta un decor reprezentat de 2 incizii care inconjoară statueta sub care este realizat un decor prin împunsături mici. | Muzeul Județean de Istorie și Artă, Zalău | Cimec    |
|      | Figurină antropomorfă | Descoperit: jud. SĂLAJ, com. MARCA, PORȚ, Corău Material: modelare cu mâna, ardere | Piesa a fost confecționată din pastă semifină, arsă oxidant. Fața are redate elementele anatomice, ochi și nas coroiat. Un braț este adus pe pântec celălalt rupt din vechime, două protuberanțe mici indică picioarele. Pe spate prin incizie este redat părul lăsat liber. Zona inferioara indică faptul ca piesa a fost prinsă de ceva. | Muzeul Județean de Istorie și Artă, Zalău | Cimec    |
|      | Vas cu picior         | Descoperit: jud. SĂLAJ, com. MARCA, PORȚ, Corău Material: modelare cu mâna | Cupă cu picior miniaturala, confecționată din pastă cărămizie degresată cu nisip. Pe curbura maxima a cupei sunt amplasate 2 torți perforate orizontal. Buza este ornamentată cu crestături. | Muzeul Județean de Istorie și Artă, Zalău | Cimec    |
|      | Săpăligă              | Descoperit: jud. SĂLAJ, com. MARCA, LEȘMIR, Kun Hegy Dimensiuni: gaura de înmănușare 2,5 X 2,5 cm Material: corn prelucrat, perforație | Piesă confecționată din corn, partea activă prezintă urme clare de uzură, orificiul pentru înmănușare de forma patrulateră | Muzeul Județean de Istorie și Artă, Zalău | Cimec    |
|      | Lingură               | Descoperit: jud. SĂLAJ, com. MARCA, PORȚ, Corău Dimensiuni: diametrul lingurei 8,5 x7,5 Material: modelare din lut, pasta semifină arsă oxidant                                                                                           | Lingura biberon cu un mâner găurit. Piesă confecționată din lut degresat cu nisip, pastă semifină, arsă oxidant. Ca funcționalitate propusă în literatura de specialitate amintim alimentarea copiilor. | Muzeul Județean de Istorie și Artă, Zalău | Cimec    |
|      | Pahar                 | Descoperit: jud. SĂLAJ, com. MARCA, PORȚ, Corău Material: modelare cu mâna din pastă semifină culoare cărămizie, pastă degresată cu nisip și mică                                                                                         | Pahar confecționat din pastă semifină degresată cu nisip și mică, ardere oxidantă , culoare cărămizie. Descopeit întreg cu mici lipsuri de substanță în zona buzei. Vasul este prevăzut cu 6 butoni amplasați pe două rânduri. | Muzeul Județean de Istorie și Artă, Zalău | Cimec    |
|      | Vas                   | Descoperit: jud. SĂLAJ, com. MARCA, PORȚ, Corău Material: modelare cu mâna | Vas miniatural confecționat din pastă semifină degresată cu nisip, ardere oxidanta. Pe corp au fost amplasați 8 butoni mici conici din care se păstrează 4. | Muzeul Județean de Istorie și Artă, Zalău | Cimec    |
|      | Vas                   | Descoperit: jud. SĂLAJ, com. MARCA, PORȚ, Corău Material: modelare cu mâna | Vas miniatural reprezentând o amfora pântecoasă, confecționat din lut cu pietricele. Lipsește buza. | Muzeul Județean de Istorie și Artă, Zalău | Cimec    |
|      | Vas                   | Descoperit: jud. SĂLAJ, com. MARCA, PORȚ, Corău Material: modelare cu mâna | Vas miniatural confecționat din pastă semifină degresata cu nisip. Ardere oxidantă. | Muzeul Județean de Istorie și Artă, Zalău | Cimec    |
|      | Model miniatural      | Descoperit: jud. SĂLAJ, com. MARCA, PORȚ, Corău Material: lut. Modelare cu mâna, pastă semifină degresată cu nisip | Aspectul unui inel care este prevăzut în partea superioară cu o mica cupă ușor adâncită. Confecționată din lut degresat cu nisip culoare cărămizie cu flecuri cenușii. Piesa nu își găsește analogii în alte descoperiri neolitice fiind identificate doar pe ansamblul sitului de la Suplacu de Barcău/Porț ”Corău„. Până în prezent nu este cunoscută funcționalitatea acestui tip de piesă, în literatura de specialitate fiind propuse funcționalități ca pandantive sau precursor în lut al pandantivelor din aur eneolitice, vas suport.                                                     | Muzeul Județean de Istorie și Artă, Zalău | Cimec    |
|      | Model miniatural      | Descoperit: jud. SĂLAJ, com. MARCA, PORȚ, Corău Dimensiuni: diametru inel 2 cm Material: modelare cu mâna din lut degresat cu nisip, | Confecționată din pastă semifină degresată cu nisip piesa pare ușor deformată. Area spectul unui inel prevăzut în partea superioară cu o cupă largă ușor deformată. Până în prezent nu este cunoscută funcționalitatea acestui tip de piesă, în literatura de specialitate fiind propuse funcționalități ca pandantive, precursur în lut al pandantivelor din aur eneolitice, vas suport. | Muzeul Județean de Istorie și Artă, Zalău | Cimec    |
|      | Zornăitoare           | Descoperit: jud. SĂLAJ, com. MARCA, PORȚ, Corău Material: modelare cu mâna,ardere, lut degresat cu pietricele | Piesa este confecționată din pastă grosieră de culoare brun cărămizie, amestec nisip cu bob mare. Aspectul unui butoiaș cu partea inferioară mai îngustă. Pe părțile laterale prezintă două torți mici cu perforație verticală, una ruptă din vechime. Zornăitoarele au fost considerate fie jucării fie elemente de recuzită în performarea unor ritualuri. | Muzeul Județean de Istorie și Artă, Zalău | Cimec    |
|      | Statuetă antropomorfă | Descoperit: jud. SĂLAJ, com. MARCA, PORȚ, Corău Material: modelată cu mâna din pasta semifină degresată cu nisip | Statuetă de formă cilindrică, ochii redați prin două impresiuni mici circulare, nas acvilin, părul pieptănat cu cărare pe mijloc, lăsat pe spate. Partea inferioară decorată prin impresiune și incizie. Pastă semifină, amestec cu nisip, culoare cărămizie | Muzeul Județean de Istorie și Artă, Zalău | Cimec    |
|      | Vas cu picior         | Descoperit: jud. SĂLAJ, com. MARCA, PORȚ, Corău Material: modelare cu mana din lut degresat cu nisip | Strachină cu picior inalt, confecționată din pastă semifină degresată cu nisip și cioburi pisate, culoare cărămizie. Pe picior sunt observabile urme de pictură cu negru, benzi mai late verticale însoțite de mănunchiuri de linii . Vasul a făcut parte din inventarul unui posibil mormânt, având rol de inventar funerar. | Muzeul Județean de Istorie și Artă, Zalău | Cimec    |
|      | Pahar                 | Descoperit: jud. SĂLAJ, com. MARCA, PORȚ, Corău Material: vas modelat cu mâna din pasta grosieră degresata cu nisip și mică | Pastă grosieră, culoare brun închis, amestec cu nisip și mică, prevăzut cu 5 butoni mici, conici. La descoperire în interiorul vasului au fost identificați bulgări de ocru roșu. | Muzeul Județean de Istorie și Artă, Zalău | Cimec    |
|      | Amforă                | Descoperit: jud. SĂLAJ, com. MARCA, PORȚ, Corău Material: vas modelat cu mâna, confecționat din pastă semifină degresată cu nisip | Amforă globulară cu gât cilindric, prevăzută cu două tortițe mici circulare. Urme de pictură cu negru-linii verticale, pastă semifină, culoare brun-cărămizie, amestec cu nisip | Muzeul Județean de Istorie și Artă, Zalău | Cimec    |
|      | Vas cu picior         | Descoperit: jud. SĂLAJ, com. MARCA, PORȚ, Corău Material: modelare cu mâna, lut ars, pastă degresată cu nisip și cioburi pisate | Strachini cu picior înalt, confecționată din pastă semifină degresată cu nisip și cioburi pisate. Pe picior sunt sunt observate vag urme de pictură cu negru formând triunghiuri cu vârful în jos. Vasul a făcut parte din inventarul unui mormânt având în acest context rol de inventar funerar. | Muzeul Județean de Istorie și Artă, Zalău | Cimec    |
|      | Vas de provizii       | Descoperit: jud. SĂLAJ, com. MARCA, PORȚ, Corău Material: lut ars modelare cu mâna, pasta degresată cu nisip | Vas de provizii confecționat din pastă grosieră degresată cu nicip, de culoare brun-cărămiziu. Aproximativ la jumătatea distanței între buză și fund au fost amplasati 4 butoni. A fost recoltat din patul de cioburi depus sub scheletul unui mormânt atribuit grupului Pișcolt. În acest caz unui vas de provizii i s-a acordat un alt rol, acela de depunere într-un mormânt de inhumație. | Muzeul Județean de Istorie și Artă, Zalău | Cimec    |
|      | Amforă                | Descoperit: jud. SĂLAJ, com. MARCA, PORȚ, Corău Material: modelare cu mâna din pasta degresată cu pleavă și mâl | Amforă globulară cu gât cilindric prevăzută cu două torți.Pictură cu negru care formeză benzi late în arcade subliniate de linii subțiri care urmăresc același traseu. Pastă semifină, culoare roșie- cărămizie, amestec cu pleavă și mâl, ardere oxidantă bună | Muzeul Județean de Istorie și Artă, Zalău | Cimec    |
|      | Amforă                | Descoperit: jud. SĂLAJ, com. MARCA, PORȚ, Corău Material: modelare cu mâna, ardere oxidantă, pastă semifină degresată cu nisip și cioburi pisate                                                                                          | Amforă cu corp globular și gât cilindric prevăzută cu 2 torți, dintre care una ruptă din vechime, lipsește buza. Cofecționată din lut degresat cu nisip și cioburi pisate, ardere oxidantă. Decorată prin pictură cu negru, la zona de contact între gât si pântecul vasului a fost trasată o dungă lată care înconjoară gâtul de care pornesc dungi late spre fund. Pe partea opusă dungile formează un decor circular. Pictura foarte slab păstrată trasată după ardere. De o parte și alta a uneia dintre torți prezintă două orificii astfel încât din profil sugerează o față umană.          | Muzeul Județean de Istorie și Artă, Zalău | Cimec    |
|      | Vas; Vas globular     | Descoperit: jud. SĂLAJ, com. MARCA, PORȚ, Corău Material: lut ars modelare cu mâna din pastă degresată cu nisip | Vas globular de mici dimensiuni, confecționat din pastă de culoare brună degresată cu nisip. Vasul este prevăzut cu un tub de scurgere, iar pe corpul vasului sunt observabile urme slabe de pictură cu negru, linii subțiri care urmăresc corpul vasului de la buză spre fund. Vasele cu tub de scurgere au fost interpretate ca biberoane sau, în funcție de contextul descoperirii, s-a presupus o utilizare un rol cultic. | Muzeul Județean de Istorie și Artă, Zalău | Cimec    |
|      | Vas                   | Descoperit: jud. SĂLAJ, com. MARCA, PORȚ, Corău Material: lut, modelere cu mana | Vas tip sac, ardere oxidantă, culoare căramizie cu flecuri cenușii, pastă semifină degresată cu nisip fin, pe laterale, două orificii de prindere. Cele două orificii care sunt observabile la toate descoperirile analoage indica faptul că acest tip de vas era atârnat. | Muzeul Județean de Istorie și Artă, Zalău | Cimec    |
|      | Cupă                  | Descoperit: jud. SĂLAJ, com. MARCA, PORȚ, Corău Material: modelare cu mâna, lut ars, degresat cu nisip fin | Cupă de culoare cărămizie cu flecuri cenușii, pastă semifină degresată cu nisip fin, sub buză a fost trasată o dungă de culoare neagră, slab păstrată. Cupă a făcut parte din inventarul funerar al unui mormânt de incinerație | Muzeul Județean de Istorie și Artă, Zalău | Cimec    |
|      | Cupă                  | Descoperit: jud. SĂLAJ, com. MARCA, PORȚ, Corău Material: modelat cu mana, lut, degresare cu nisip fin | Cupă confecționată din pastă semifină degresată cu nisip fin. A fost identificată într-un mormânt de incinerație având rol de inventar funerar. | Muzeul Județean de Istorie și Artă, Zalău | Cimec    |
|      | Cupă                  | Descoperit: jud. SĂLAJ, com. MARCA, PORȚ, Corău Material: cupă confecționată cu mâna din lut degresat cu nisip | Cupă de culoare brun -cărămizie cu flecuri, pastă degresata cu nisip. Identificată în context funerar a avut rol de inventar funerar. | Muzeul Județean de Istorie și Artă, Zalău | Cimec    |
|      | Cupă cu picior        | Descoperit: jud. SĂLAJ, com. MARCA, PORȚ, Corău Material: cupă confecționată cu mana din lut degresat cu nisip | Cupă cu picior de mici dimensiuni, culoare căramizie cu flecuri cenușii, pastă semifină degresată cu nisip fin și cioburi pisate. Prezintă două rânduri de tortițe, perforate orizontal, iar în zona de trecere la picior urme slabe de pictura cu negru, o dunga lată | Muzeul Județean de Istorie și Artă, Zalău | Cimec    |
|      | Cupă                  | Descoperit: jud. Sălaj, com. Marca, Porț, Corău Material: piesă confecționată din lut ars | Cupă cu picior scund, pastă de culoare brun-cărămizie cu flecuri cenușii, semifină, amestec cu nisip și cioburi pisate. Sub buză și pe corp sunt amplasate perechi de torți mici cu perforație verticală. | Muzeul Județean de Istorie și Artă, Zalău | Cimec    |
|      | Cupă                  | Descoperit: jud. Sălaj, com. Marca, Șumal, Kun Hegy Material: piesă confecționată din lut ars | Cupă cu picior cilindric cu ferestre, prevăzute cu trei rânduri de butoni mici, cilindrici. Pastă semifină, urme de lustru, culoare cafenie, amestec cu nisip fin. | Muzeul Județean de Istorie și Artă, Zalău | Cimec    |
|      | Cupă                  | Descoperit: jud. Sălaj, com. Pericei, Pericei, Keller tag Material: piesă confecționată din lut ars | Cupă cu picior înalt, pastă semifină de culoare brun-cărămizie, amestec cu nisip fin, ardere oxidantă brună, prevăzută cu perechi de butoni cu perforație verticală. | Muzeul Județean de Istorie și Artă, Zalău | Cimec    |
|      | Cupă                  | Descoperit: jud. Sălaj, com. Pericei, Pericei, Keller tag Material: piesă confecționată din lut ars | Cupă cu picior înalt, pastă semifină de culoare brun-cărămizie, amestec cu nisip, ardere oxidantă brună, prevăzută cu doi butoni tip șa. | Muzeul Județean de Istorie și Artă, Zalău | Cimec    |
|      | Strachină             | Descoperit: jud. Sălaj, com. Pericei, Pericei, Keller tag Material: piesă confecționată din lut ars | Strachină cu picior înalt, confecționată din pastă semifină de culoare cărămizie, amestec cu nisip și cioburi pisate. La interior se observă urme de pictură în spirală realizate cu o substanță neagră bituminoasă. La exterior, sub buză, au fost amplasați butoni mici, conici. | Muzeul Județean de Istorie și Artă, Zalău | Cimec    |